# اسگود، میسوری
اسگود (به انگلیسی: Osgood) یک روستا (ایالات متحده آمریکا) در ایالات متحده آمریکا است که در شهرستان سولیوان، میزوری واقع شده‌است.
 اسگود ۰٫۴۷ کیلومتر مربع مساحت و ۴۸ نفر جمعیت دارد و ۲۴۹٫۰۲ متر بالاتر از سطح دریا واقع شده‌است.